# Brownsmead, Oregon
Brownsmead là một cộng đồng chưa hợp nhất nằm trên một phân lưu của sông Columbia có tên gọi là Bãi lầy Saspal trong Quận Clatsop tại Oregon, Hoa Kỳ.  Theo sách Các địa danh Oregon, nó được đặt tên của W.G. Brown, một thợ máy xe lửa từ Portland, và nó từng được đặt tên là Brody trước đây.  Có một trạm bưu điện tại Brownsmead từ năm 1919 đến năm 1975.